# Alejandro Giammattei
Alejandro Giammattei Falla (Guatemala-Stad, 9 maart 1956) is een Guatemalteeks medicus en conservatief politicus. Van 14 januari 2020 tot 14 januari 2024 was hij de 51e president van Guatemala.

## Levensloop
Giammattei is, evenals de Guatemalteekse kardinaal Ramazzini, van Italiaanse afkomst. Hij is gescheiden van Rosana Cáceres, zodat een van zijn dochters, mr. Ana Marcela Giammattei Cáceres, de honneurs van "Eerste Dame" waarneemt. Giammattei is afgestudeerd als medicus, en heeft onder andere gewerkt voor de Pan-Amerikaanse Gezondheidsorganisatie en het Guatemalteekse ministerie van gezondheid. Tevens is hij directeur geweest van Guatemala's gevangenissysteem (2005-2007). In die laatste functie gaf hij leiding aan een gevangenisbestorming waarbij verschillende gevangenen gedood werden, hetgeen ten slotte leidde tot zijn arrestatie en eenjarig verblijf in een huis van bewaring.

## Politieke loopbaan
Giammattei is meerdere keren voor verschillende partijen kandidaat geweest voor het burgemeesterschap van Guatemala-Stad, en het presidentschap van Guatemala. In 2007 was hij presidentskandidaat voor de Grote Nationale Alliantie (GANA), waarbij hij niet genoeg stemmen haalde om door te gaan naar de tweede ronde. In 2011 was hij presidentskandidaat voor de Centrumpartij van sociale actie (CASA); in 2015 voor de partij Kracht (FUERZA). Beide keren slaagde hij er niet in de stemmendrempel voor het presidentschap te halen. 
In de verkiezingen van 2019 kwam hij uit voor de partij Wij gaan voor een ander Guatemala (Vamos), waarvan hij tevens partijleider was. Hij maakte ineens kans doordat de ex-Procureur Generaal Thelma Aldana, nationaal bekend vanwege haar campagnes tegen corruptie, en uitkomend voor de progressieve partij Semilla, onder valse voorwendsels was uitgeschakeld, en doordat de gehaaide Zury Ríos Sosa niet mocht meedoen vanwege haar vader, de ex-dictator Efraín Ríos Montt.   
In de eerste ronde haalde Giammattei, net achter Sandra Torres van de UNE, 14% van de stemmen, genoeg om door te gaan naar de tweede stemronde op 11 augustus 2019. In augustus won hij de presidentsverkiezingen. De oud-chirurg kreeg zo'n 60% van de uitgebrachte stemmen, waarmee de centrumlinkse Sandra Torres als tweede eindigde. Giammattei werd op 14 januari 2020 beëdigd.

## Presidentschap

### Programma
Giammattei had zich kritisch uitgelaten over de overeenkomst die zijn voorganger Morales sloot met de Amerikaanse regering-Trump, waarmee Guatemala zal fungeren als 'veilig derde land' voor migranten die naar de VS willen. De aftredende regering had hem geen inzage gegund in de nadere bepalingen van dit verdrag. Giammattei's voornaamste agendapunt was het aanpakken van de wijdverspreide ondervoeding onder boerenkinderen. Andere hoofdpunten waren het hernieuwen van de strijd tegen de corruptie, het desnoods met harde hand herstellen van de openbare veiligheid, en het stimuleren van de economie. Zijn agenda was conservatief gekleurd; zo was hij tegen homohuwelijk en abortus en was hij niet van zins de doodstraf af te schaffen.